# Dani Kouyaté
Dani Kouyaté (Bobo-Dioulasso, 4 de junio de 1961) es un director de cine y griot nacido en Burkina Faso.

## Carrera
Kouyaté nació en 1961, hijo de uno de los primeros actores en la historia de Burkina Faso, Sotigui Kouyaté. La familia Kouyaté ha servido históricamente como griot de la Dinastía Keïta desde el siglo XIII. Dani se preparó en el Instituto Africano de Educación Cinematográfica en Uagadugú antes de mudarse a Francia para finalizar sus estudios.
Inició su carrera como director en el cortometraje Bilakoro en 1989. Dirigió otros cortos antes de su primer largometraje, Keïta, l’héritage du griot en 1995. En 2001 dirigió y escribió un nuevo largometraje, Sia, le rêve du python. En 2005 dirigió el documental Joseph Ki-Zerbo, basado en la vida y obra del historiador del mismo nombre.
En 2017 fue estrenada su película Medan vi lever, protagonizada por Josette Bushell-Mingo y premiada en la Academia del Cine Africano.

## Filmografía

### Cine y televisión
| Título                          | Año  | Notas               |
| ------------------------------- | ---- | ------------------- |
| Medan vi lever                  | 2016 | Largometraje        |
| Soleils                         | 2013 | Largometraje        |
| Joseph Ki-Zerbo                 | 2005 | Documental          |
| Ouaga-Saga                      | 2004 | Largometraje        |
| Sia, le rêve du python          | 2001 | Largometraje        |
| À nous la vie                   | 1999 | Serie de televisión |
| Keita! L'héritage du griot      | 1995 | Largometraje        |
| Les Larmes sacrées du crocodile | 1992 | Cortometraje        |
| Tobbere Kossam                  | 1991 | Cortometraje        |
| Bilakoro                        | 1989 | Cortometraje        |